# Campeonato Mundial de Curling Femenino de 1998
El XX Campeonato Mundial de Curling Femenino se celebró en Kamloops (Canadá) entre el 4 y el 12 de abril de 1998 bajo la organización de la Federación Mundial de Curling (WCF) y la Federación  Canadiensede Curling.
Las competiciones se realizaron en el Riverside Coliseum de la ciudad canadiense.

## Tabla de posiciones
| Pos | Equipo         | G | P | G–P |
| --- | -------------- | - | - | --- |
| 1   | Suecia         | 8 | 1 | –   |
| 2   | Noruega        | 6 | 3 | –   |
| 3   | Dinamarca      | 6 | 3 | –   |
| 4   | Canadá         | 6 | 3 | –   |
| 5   | Alemania       | 5 | 4 | –   |
| 6   | Suiza          | 4 | 5 | –   |
| 7   | Escocia        | 4 | 5 | –   |
| 8   | Japón          | 2 | 7 | –   |
| 9   | Estados Unidos | 2 | 7 | –   |
| 10  | Finlandia      | 2 | 7 | –   |

## Cuadro final
|  | Semifinales | Semifinales |   |        | Final        | Final |  |
|  |             |             |   |        |              |       |  |
|  |             |             |   |        |              |       |  |
|  | Suecia      | 8           |   |        |              |       |  |
|  | Canadá      | 7           |   |        |              |       |  |
|  |             |             |   |        |              |       |  |
|  |             |             |   |        |              |       |  |
|  |             |             |   |        | Suecia       | 7     |  |
|  |             | Dinamarca   | 3 |        |              |       |  |
|  |             |             |   |        |              |       |  |
|  |             |             |   |        |              |       |  |
|  |             |             |   |        | Tercer lugar |       |  |
|  |             |             |   |        |              |       |  |
|  | Noruega     | 4           |   | Canadá | 10           |       |  |
|  | Dinamarca   | 6           |   |        | Noruega      | 2     |  |